# Beatriz de Bobadilla (señora de La Gomera)
Beatriz de Bobadilla (Medina del Campo, década de 1460-Medina del Campo, noviembre de 1504) fue una dama castellana de la baja nobleza que vivió durante la época de la conquista y colonización europeas de Canarias ―España―, siendo conocida por ser señora de las islas de La Gomera y El Hierro al haberse casado con Hernán Peraza.
Es uno de los personajes femeninos más destacados y controvertidos de la historia de Canarias. La tradición histórica ha ensalzado tanto su belleza como su lado más cruel y despiadado. La primera faceta la llevó a despertar el interés romántico de personajes de la época tan sobresalientes como el propio rey Fernando II de Aragón o el almirante Cristóbal Colón, mientras que la segunda se debió sobre todo a su actuación durante la dura represión que siguió a la conocida como rebelión de los gomeros.
Fue apodada la Cazadora por el cargo de cazador mayor que tenía su padre para así diferenciarla de su famosa tía segunda, Beatriz de Bobadilla, primera marquesa de Moya y amiga íntima de la reina Isabel I de Castilla.
Fue ascendiente de varios detentadores de títulos nobiliarios de España, como los marqueses de Adeje y de Fuentes, o los condes de La Gomera.

## Biografía

### Orígenes familiares
Se desconoce la fecha exacta del nacimiento de Beatriz de Bobadilla, aunque debió hacerlo entre finales de la década de 1450 y mediados de la siguiente. Originaria de la villa castellana de Medina del Campo, pertenecía a una rama secundaria del linaje de los señores de Bobadilla.
Era una de las hijas del matrimonio formado por Juan de Bobadilla y Leonor Álvarez de Vadillo. Su padre ejerció los cargos de regidor de Medina del Campo, doncel del rey Enrique IV de Castilla, corregidor de la villa de Madrid, alcaide de sus alcázares y cazador mayor tanto de Enrique IV como de Fernando II de Aragón. mientras que se desconoce quiénes fueron sus abuelos maternos, si bien se sabe que su madre era sobrina de Diego Fernández de Vadillo, secretario del rey Fernando I de Aragón, y de su mujer Leonor Álvarez de Toro, camarera de la reina Leonor de Alburquerque.

### Primeros años y juventud
No se conoce nada sobre los primeros años e infancia de Beatriz de Bobadilla.
Durante su juventud tuvo fama de tener varios amantes, tal y como recogió Baltasar de Castiglione en su obra El cortesano. Esta información la tomó el escritor italiano de Alonso Carrillo, quien había coincidido con Beatriz en la corte en varias ocasiones. No obstante, el único amante probado fue Rodrigo Téllez Girón, quien por su condición de maestre de la orden de Calatrava no podía contraer matrimonio.
Fallecido Téllez Girón en julio de 1482, Beatriz pasó a ser dama y criada de la reina Isabel la Católica, despertando entonces la atención amorosa del rey Fernando según algunos autores.

### Matrimonio con Hernán Peraza y traslado a las islas Canarias

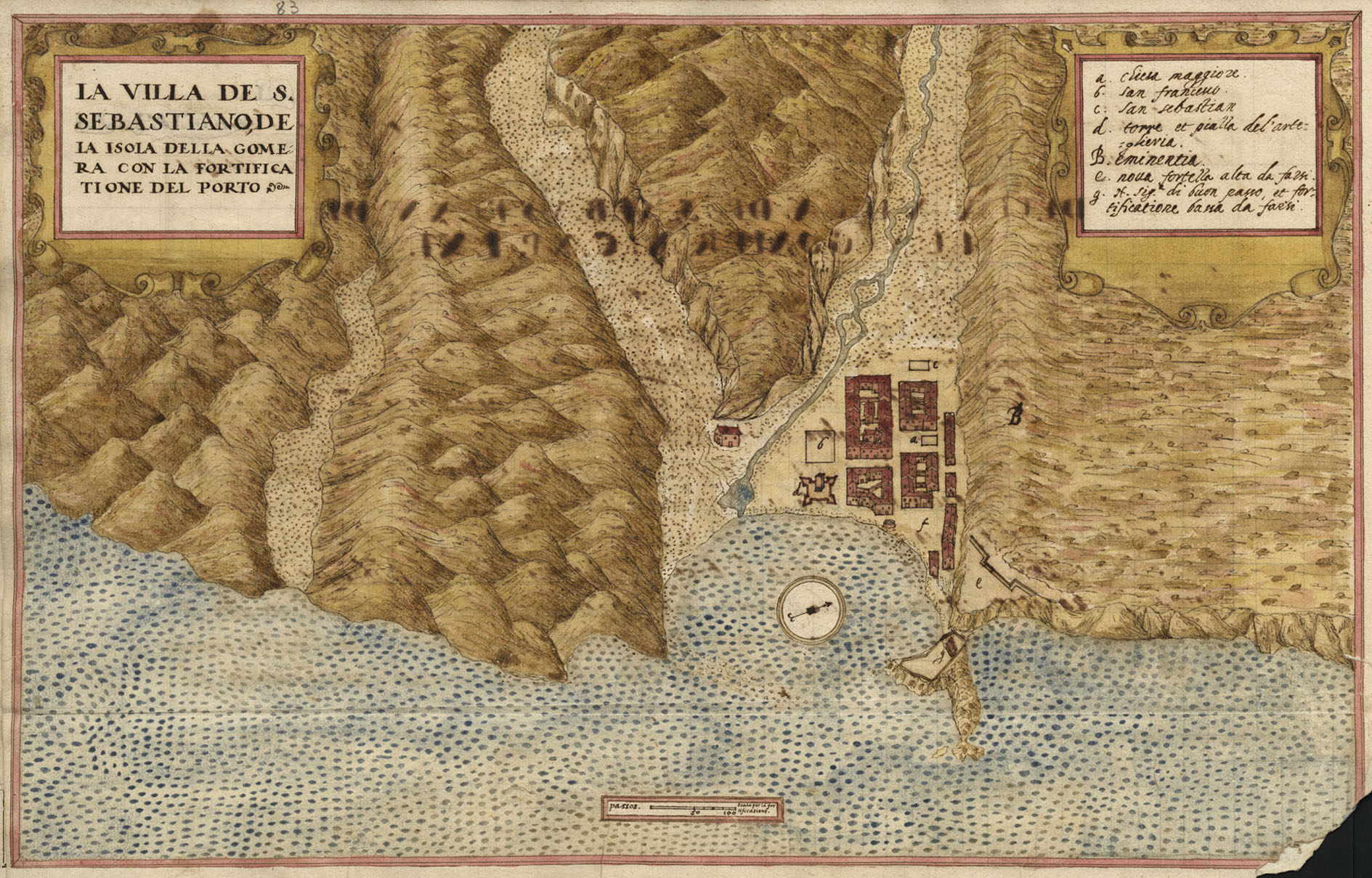
Mapa de San Sebastián de La Gomera realizado en 1588 por Leonardo Torriani. La villa se convirtió en la nueva residencia de Beatriz de Bobadilla tras su matrimonio con Hernán Peraza en 1482.

En este tiempo estaba en la corte Hernán Peraza el Mozo, señor de la isla de La Gomera, quien había sido requerido por los reyes para responder por la muerte del capitán conquistador Juan Rejón en su isla. Para obtener el perdón real, Peraza fue obligado a casarse con Beatriz por mandato de la propia reina, así como a participar con sus vasallos en la conquista de Gran Canaria que se estaba realizando en aquellos momentos. Para la mayoría de los primeros historiadores, este matrimonio sirvió a la reina Isabel para alejar a Beatriz de la corte, ya que estaba celosa de las atenciones que le prestaba el rey Fernando. Sin embargo, también se ha propuesto que este matrimonio sirvió a los reyes para controlar de alguna manera a la familia Herrera-Peraza, señores de Canarias, al introducir en su seno a alguien afecto a la Corona, ya que por esa época seguía en trámite el traspaso de los derechos de conquista sobre Gran Canaria, Tenerife y La Palma.
La boda se llevó a cabo en la villa de Madrid en algún momento entre noviembre y diciembre de 1482. Los reyes otorgaron a Beatriz como dote una finca en el Aljarafe sevillano denominada la Mairenilla, así como la cantidad de 500 000 maravedíes que habían de recaudarse sobre las rentas de ese año de las villas y lugares pertenecientes a la orden de Calatrava.
El matrimonio abandonó la corte y se trasladó a su nueva residencia en la villa de San Sebastián de La Gomera, dedicándose Bobadilla en los años siguientes a la crianza de los dos hijos que habían tenido.
En 1486 se convierte también en señora consorte de la isla de El Hierro, al habérsela cedido Inés Peraza a su hijo por escritura firmada en la villa de Moguer.

### Muerte de Hernán Peraza y rebelión de los gomeros

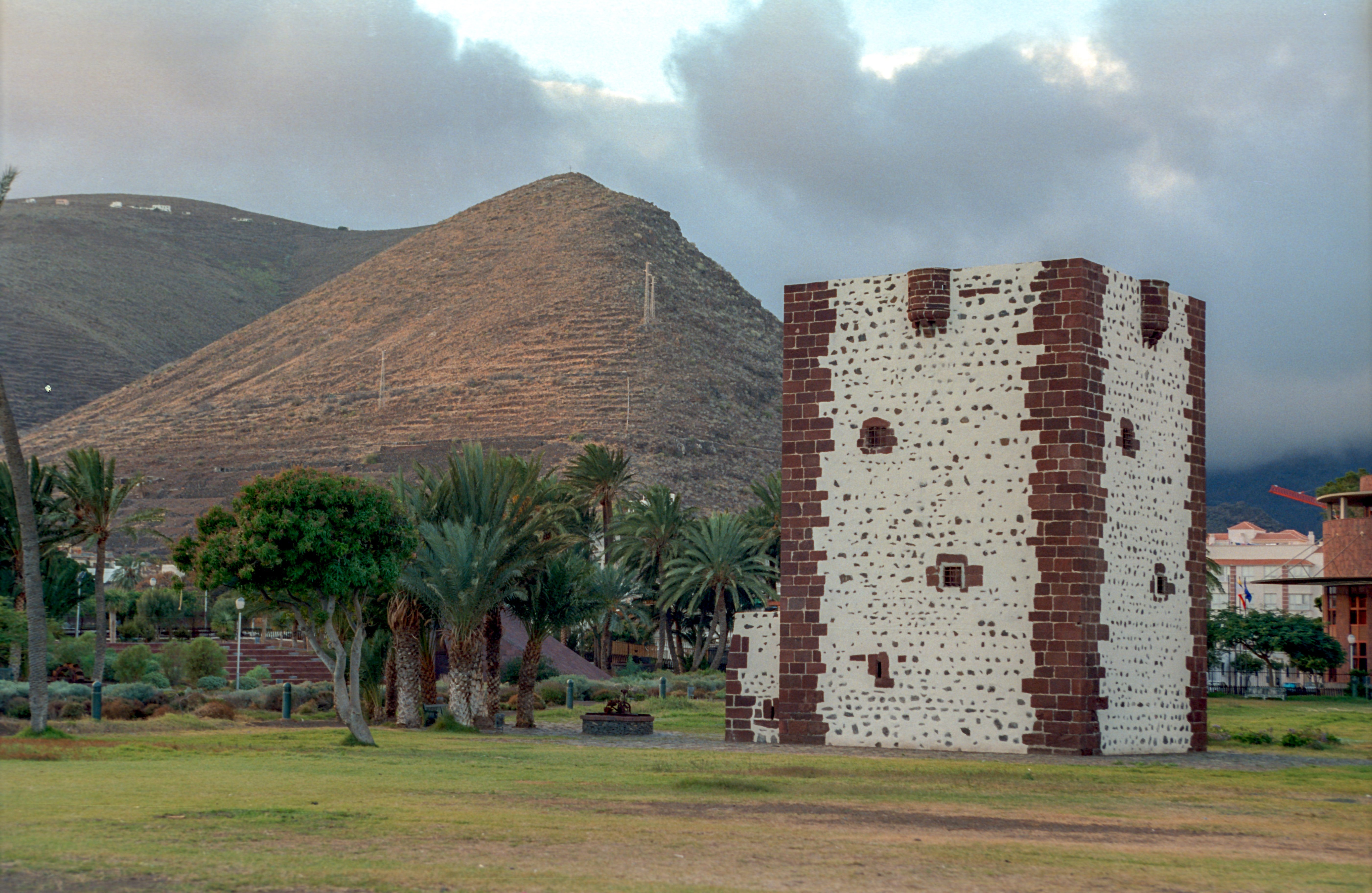
Torre de San Sebastián, lugar donde Beatriz de Bobadilla y sus hijos se refugiaron tras la muerte de su esposo a manos de los aborígenes gomeros.

A finales de 1488 los aborígenes gomeros se sublevaron contra el señorío castellano y asesinaron a su señor Hernán Peraza, dando así comienzo a la conocida como «rebelión de los gomeros». Bobadilla se refugió en la torre de San Sebastián con sus hijos y otros vecinos de la villa, y allí fueron sitiados por los rebeldes. Después de varios días cercados, los vasallos de Beatriz lograron abatir a Hautacuperche, el principal caudillo de los gomeros, con lo que estos se retiraron a las montañas. Bobadilla envió entonces un mensajero a Gran Canaria para solicitar la ayuda del gobernador Pedro de Vera, que acudió en breve tiempo con cuatrocientos hombres.
Poco después de su llegada el gobernador Vera y sus hombres lograron arrestar a los rebeldes, iniciando él y Bobadilla un proceso judicial contra ellos. Según los primeros historiadores, todos los varones mayores de quince años fueron ejecutados de diversas y crueles maneras, mientras que la mayoría de las mujeres y niños fueron apresados y vendidos como esclavos.
La actuación de Bobadilla y Vera fue posteriormente denunciada ante los reyes por fray Miguel López de la Serna, obispo de Canarias, quien argumentaba que los gomeros habían sido vendidos ilegalmente puesto que eran cristianos. El Consejo Real dio por buena la denuncia del obispo, e inició un proceso para la liberación de los esclavos que se demoró varios años. Asimismo, tanto Bobadilla como Vera fueron condenados a entregar 500 000 maravedíes cada uno con el que sufragar las indemnizaciones por la libertad de los gomeros.
No obstante, Bobadilla se resistió a la entrega del dinero y fue requerida por el Consejo en varias ocasiones hasta que en septiembre de 1491 acudió personalmente a la corte establecida en la ciudad de Córdoba para defenderse de las acusaciones. Allí argumentó que los gomeros no eran buenos cristianos, «non cuidando de se baptizar, llamándose con nombres gentiles, viviendo desnudos e teniendo ocho o diez mugeres», y que habían hecho un pacto con Peraza años atrás por el cual podían ser tomados como cautivos si no se apartaban de sus ritos antiguos. Bobadilla logró demorar la resolución del Consejo Real, pero el profesor Antonio Rumeu de Armas cree que finalmente debió claudicar y depositar el medio millón de maravedíes.
La represión realizada por Bobadilla y Vera en La Gomera en 1489 dejó la isla prácticamente diezmada de población aborigen, considerándose por los historiadores como el hecho definitivo de la conquista e incorporación de la isla a la Corona de Castilla.

### Gobernación de La Gomera y El Hierro

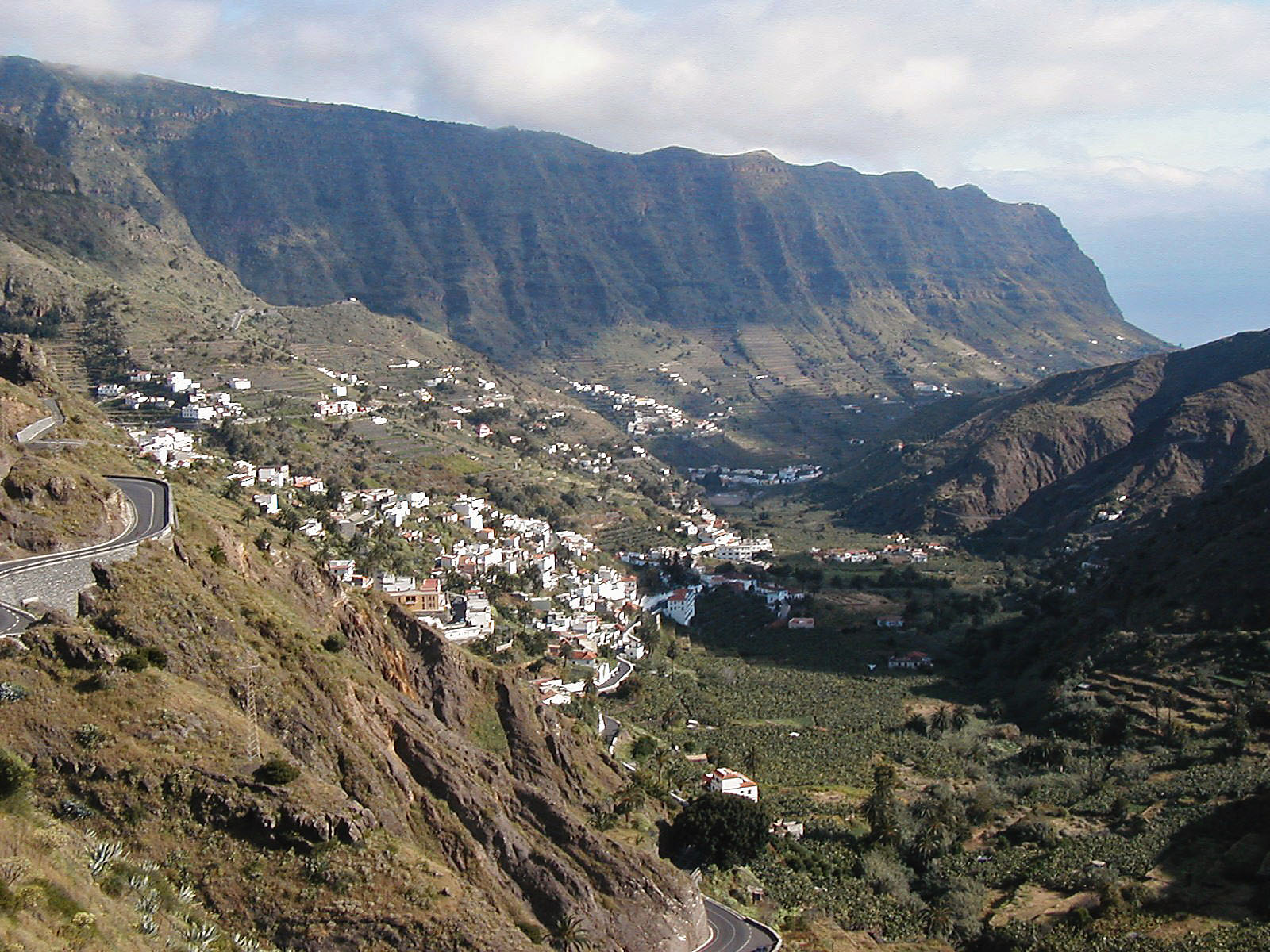
El valle de Hermigua, cuyo poblamiento se debió principalmente a la gestión del señorío por parte de Beatriz de Bobadilla a partir de 1489.

Tras la muerte de Peraza, Bobadilla asumió el gobierno de La Gomera y El Hierro como tutora de su hijo Guillén Peraza de Ayala, heredero del señorío.
En cuanto a su gestión, en documentación de 1506 algunos testigos dicen que «ella por su buen saver pobló la isla de la Gomera», y que los vasallos «heran mejor governados della que agora».
A su iniciativa atribuyen los historiadores la introducción del cultivo de la caña de azúcar en La Gomera, lo que dinamizó el nuevo orden socioeconómico de la isla y contribuyó a la colonización y asentamiento permanente de europeos en los valles más alejados de la villa capital, como los de Hermigua o Vallehermoso.
No obstante, algunas de sus actuaciones más polémicas como gobernadora quedaron recogidas por los primeros historiadores. Así, Juan de Abréu Galindo narra que en 1490 Hernando de Vera, hijo del gobernador de Gran Canaria Pedro de Vera, acudió a Bobadilla en busca de ayuda. Hernando había huido de la justicia y había sido condenado a muerte en rebeldía tras ser acusado de hacer en público comentarios contrarios a la autoridad de los reyes. Bobadilla lo recibió en su casa, pero después de conocer que la reina «le perdonaría todo delito y le haría mercedes» a quien diese preso a Hernando, lo mandó arrestar y se embarcó con él rumbo a Castilla. No obstante, durante la travesía un temporal los obligó a arribar a la isla de Madeira, donde los portugueses abordaron la nave y liberaron a Hernando, dejando regresar a Bobadilla a Canarias.
Asimismo, en su posición a la cabeza del señorío Bobadilla administraba la justicia sobre sus vasallos al ejercer su derecho al mero et mixto imperio. En este sentido, Abréu Galindo indica su proceder contra un vecino principal de La Gomera llamado Francisco Núñez de Castañeda, que era «algún tanto libre en el hablar» y «puso mácula en su señora». Bobadilla lo mandó prender y tras hacerlo confesar lo ejecutó ahorcándolo de una viga de su casa, para luego ordenar que colgaran el cuerpo de una palma que había en la plaza de la villa.
Estos hechos contribuyeron a su imagen historiográfica como una gobernante despiadada y cruel. Sin embargo, en opinión de los profesores González Zalacain y Muñoz Gómez, este juicio se debió a su condición de mujer, pues según estos autores «su gestión al frente del señorío (…) no se diferencia apenas de la que podría haberse llevado a cabo por un varón».

### Conflictos con la familia Herrera-Peraza por el señorío de las islas
La tutoría que ejerció Bobadilla sobre sus hijos menores tras la muerte de Peraza, y su renuencia a seguir las directrices de su suegra Inés Peraza provocaron el distanciamiento y la hostilidad con su familia política.
En 1491 comenzará un período para Bobadilla de pleitos constantes con los Herrera-Peraza. El motivo principal fue la confiscación que el Consejo Real ordenó sobre sus bienes por negarse a depositar la multa de medio millón de maravedíes que le habían impuesto por la venta indebida de gomeros como esclavos. Ante esto, su cuñado Sancho de Herrera la demandó ante el Consejo en octubre para que rindiera cuentas sobre los bienes legados por Hernán Peraza a sus hijos, así como de las rentas de La Gomera. En su denuncia, Herrera la tachó de «sospechosa tutriz, despilfarradora y manirrota».
Para hacer frente a las demandas, Bobadilla se trasladó a la península en el verano de 1491, residiendo en Andalucía hasta julio del año siguiente.
Temerosa de que su suegra revocara el mayorazgo de las islas que había instituido en favor de su hijo Hernán y sus sucesores, Bobadilla se trasladó al real de Santa Fe en mayo de 1492 y logró de los reyes la confirmación del vínculo en favor de su hijo Guillén. Posteriormente consiguió además que el Consejo paralizara la obligación del depósito de la multa por la venta de los gomeros mientras se investigaban sus argumentos defendiendo su actuación.
A la muerte de Inés Peraza en febrero de 1503, Bobadilla envió a su nuevo esposo Alonso Fernández de Lugo, gobernador de Tenerife y La Palma, con gente armada para que tomara posesión de las islas de Lanzarote y Fuerteventura en nombre de Guillén. Los hermanos Herrera-Peraza denunciaron los hechos alegando que su madre había revocado el mayorazgo en su testamento y les había donado en vida las islas. El Consejo ordenó el secuestro de las islas, dando posteriormente la razón a los Herrera-Peraza en la posesión de Lanzarote y Fuerteventura.

### Relación con Cristóbal Colón

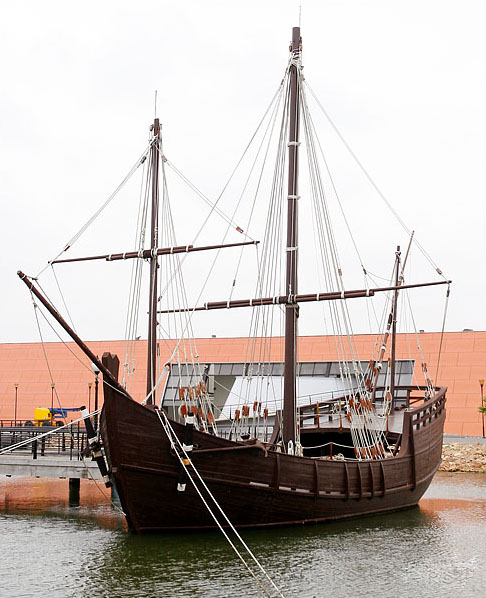
En su primer viaje a América, Cristóbal Colón recaló en la isla de La Gomera con su nave La Niña.

Según el historiador Antonio Rumeu de Armas, Bobadilla habría conocido al futuro almirante en el real de Santa Fe en mayo de 1492. Como queda dicho, ella había acudido para defender los derechos de su hijo sobre el señorío insular frente a su familia política, mientras que el almirante acababa de firmar las capitulaciones de su expedición.
Posteriormente, Bobadilla abasteció a las flotas de Colón en sus tres primeros viajes a América en 1492, 1493 y 1498.
En su primer viaje Colón arribó al puerto de San Sebastián de La Gomera el 12 de agosto de 1492 en La Niña, mientras el resto de los expedicionarios permanecía en Gran Canaria reparando el timón de La Pinta. La intención de Colón era solicitar a Bobadilla una nueva nave, pero no pudo coincidir con ella porque esta se encontraba precisamente de escala en Gran Canaria tras su regreso de Castilla. Tras esperarla varios días, el almirante regresó a Gran Canaria. Finalmente, una vez reparada La Pinta, Colón y su gente arribaron a La Gomera el 1 de septiembre y allí el almirante se encontró con Bobadilla. Tras avituallarse de «bastimentos, agua y leña», la flotilla partió el 4 de septiembre rumbo a América.
En su segundo viaje, Colón arribó a La Gomera el 5 de octubre de 1493. Una vez en el puerto, la tripulación llevó a cabo por orden del almirante diferentes triunfos, tiros de bombarda y lanzamiento de fuegos artificiales en homenaje a Bobadilla. La armada se abasteció de vituallas y agua, y partió de la isla el 7 de octubre.
Finalmente, en el tercer viaje volvió a recalar en La Gomera a su paso por Canarias en junio de 1498.
La historiografía ha mantenido la idea de un romance entre Bobadilla y Colón desde el descubrimiento en 1885 de una carta-relación escrita en 1495 por un compañero del almirante. En ella, el autor apuntó a que Colón «estuvo encendido de amor» por la señora de La Gomera.

### Participación en la conquista de Tenerife
A comienzos de 1494 Beatriz de Bobadilla tuvo noticia de cómo el reciente conquistador de La Palma Alonso Fernández de Lugo se disponía a firmar una sociedad económica con varios comerciantes genoveses para sufragar la conquista de Tenerife. Bobadilla solicitó por medio de los reyes que el capitán conquistador le permitiera entrar en el negocio.
Una vez iniciada la conquista, algunas de las presas hechas por los conquistadores tanto de ganado como de aborígenes guanches fueron trasladadas por Alonso de Lugo a la isla de La Gomera y encomendados a Bobadilla «para mayor resguardo».
Posteriormente, tras ser derrotado por completo el ejército conquistador por los guanches en la llamada «matanza de Acentejo», Alonso de Lugo solicitó de los reyes cartas de recomendación para que tanto Bobadilla como Inés Peraza le ayudasen para poder organizar el regreso a Tenerife y proseguir la conquista.

### Nuevo matrimonio y traslado a Tenerife

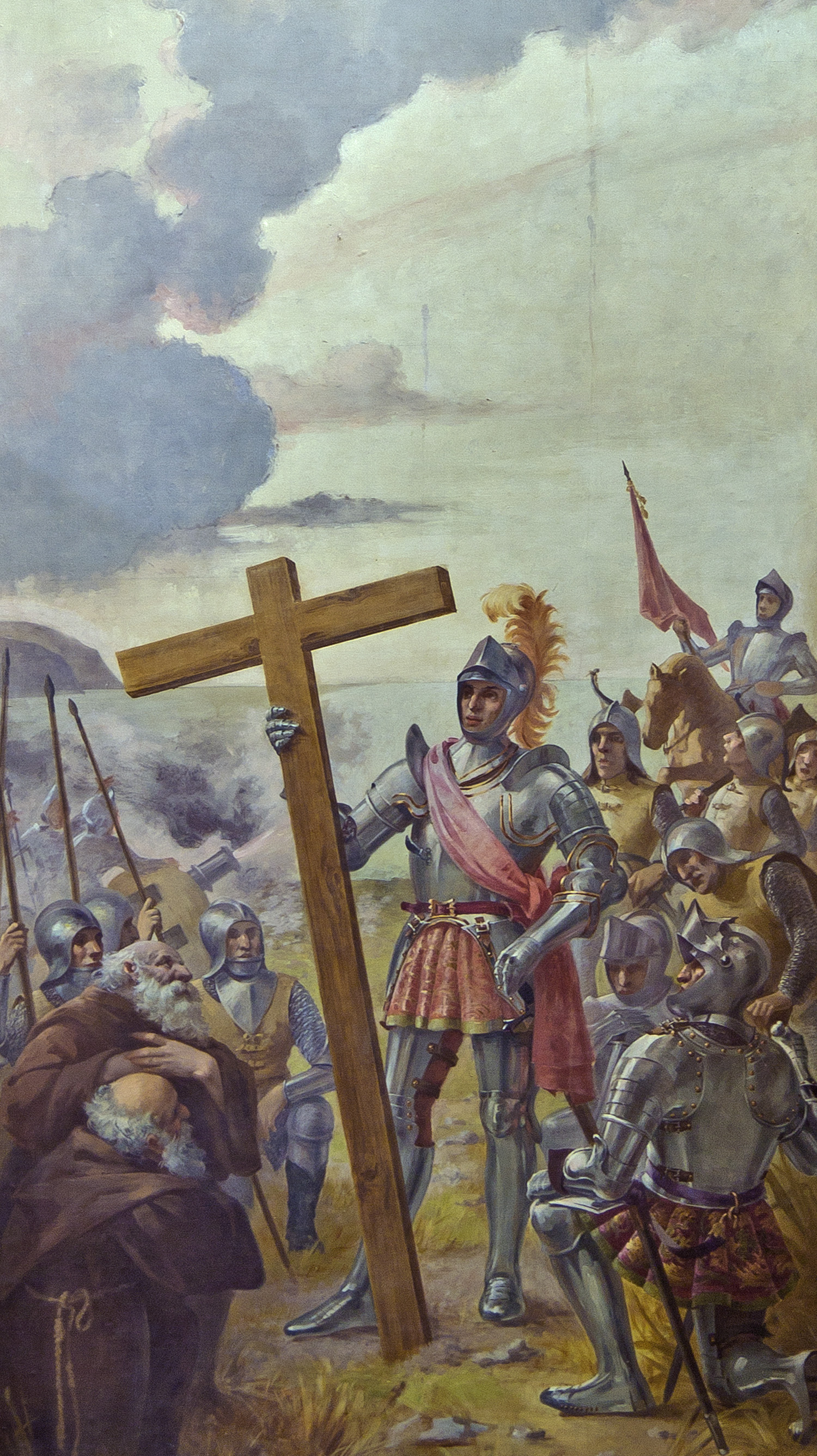
Alonso Fernández de Lugo, al que Beatriz de Bobadilla ayudó durante la conquista de Tenerife y con quien se casaría en segundas nupcias poco después.

A mediados de 1498 Beatriz contrajo segundas nupcias con Alonso Fernández de Lugo, nuevo gobernador de Tenerife y La Palma, trasladando entonces su residencia a la recién creada villa tinerfeña de San Cristóbal de La Laguna.
Este matrimonio obedecía según los historiadores al interés de Bobadilla de obtener un poderoso aliado en el ámbito canario en sus pleitos con los Herrera-Peraza, mientras que Lugo buscaba acrecentar su posición social y económica al enlazar con una «señora de vasallos».
Una vez asentada en Tenerife, Bobadilla participará activamente en la política insular junto a su esposo, llegando incluso a sustituirlo en varias de las ausencias de este de la isla. Así, en el verano de 1502 Lugo la dejó a cargo de la gobernación de Tenerife mientras él emprendía una misión en las costas de África para construir varias fortalezas por mandato de los reyes. Su gobierno se extendió hasta la primavera de 1503, y se caracterizó por algunos momentos tachados de excesiva crueldad por varios vecinos, como el haber mandado castrar a un acusado de violar a una menor, o azotar a otro que había robado orchilla.
Otros asuntos en los que se vio envuelta como representante de su esposo fueron las órdenes para la captura de guanches alzados en el sur de la isla a finales de 1502, el nombramiento y destitución de cargos concejiles, o la polémica autorización de exportación de cereales fuera de Tenerife en un momento en que la isla sufría carestía. También aparece otorgando tierras durante el repartimiento de la isla.
Durante un proceso contra Alonso de Lugo en 1506 algunos testigos decían de Bobadilla que «hera muger muy sospechosa en tanta manera que de contino reñía con algunos de los regidores e otras personas que se quexavan della diziendo que los mal tratava», mientras otros aludían a que «era muy noble mujer e muy discreta e (…) esperta en judicatura».

### Viaje a la corte y fallecimiento
En el verano de 1504 llegó a Tenerife un emplazamiento del Consejo Real que obligaba a Bobadilla a acudir ante ellos para responder por la ejecución de Hernán Muñoz. Bobadilla permaneció cerca de la corte, que se hallaba entonces establecida en su villa natal de Medina del Campo, elevando varios memoriales a los reyes donde se defendía de las acusaciones y solicitaba además la confirmación del señorío sobre La Gomera y El Hierro para su hijo.
Según Juan de Abréu Galindo, Beatriz de Bobadilla «un día no se sabe de qué amaneció muerta» durante esta estancia en la corte, indicando además que la reina Isabel sintió «en extremo su muerte» y la hizo «enterrar con grande pompa». Aunque se desconoce la fecha exacta, los profesores De la Rosa Olivera y Serra Ràfols suponen debió ser en algún momento entre el 31 de octubre y el propio fallecimiento de la reina el 26 de noviembre de 1504.

## Matrimonios y descendencia
Como queda dicho, Bobadilla contrajo matrimonio en 1482 con Hernán Peraza el Mozo, señor de las islas de La Gomera y El Hierro e hijo de los señores de Canarias Diego García de Herrera e Inés Peraza. El matrimonio tuvo dos hijos:
1. Guillén Peraza de Ayala (1483-1565), primer conde de La Gomera y señor de El Hierro. Casado con su prima hermana María de Castilla, hija de su tía materna Leonor de Bobadilla y de Pedro Suárez de Castilla. Con amplia sucesión tanto legítima como ilegítima;
2. Inés Peraza o de Herrera (1486-1535), que se casó con Pedro Fernández de Lugo, segundo adelantado mayor de Canarias. Con sucesión:
  1. Beatriz de Ayala (1502-c. 1580), que se casó con Álvaro de Fuentes y Guzmán, VII señor de Fuentes. Con sucesión;
  2. Alonso Luis Fernández de Lugo (c. 1506-1556), III adelantado de Canarias. Casado con Beatriz de Noroña y Mendoza. Con sucesión.

Para el cronista Luis de Salazar y Castro, Bobadilla y Peraza habrían tenido una tercera hija llamada Beatriz de Herrera, que fue casada con Hernando de Lugo, segundo hijo de Alonso de Lugo. Sin embargo, no existen documentos coetáneos que lo confirmen.
En el verano de 1498, ya viuda, Beatriz de Bobadilla realizó un segundo matrimonio en La Gomera con Alonso Fernández de Lugo, primer adelantado de Canarias y gobernador de La Palma y Tenerife. Según la mayoría de los historiadores la pareja no tuvo descendencia, aunque es posible que Beatriz de Lugo, hija legítima del adelantado que le premurió, fuera fruto de este enlace.

## Personalidad
Personaje controvertido de la historia de Canarias, desde temprano existieron juicios de valor sobre la personalidad de Beatriz de Bobadilla. Así, el ilustrado tinerfeño José de Viera y Clavijo dijo que era una «mujer rara que, teniendo todas las gracias y flaquezas de su sexo, tuvo la crueldad y constancia de un hombre sañudo».
Más modernamente, el historiador Antonio Rumeu de Armas la definió de la siguiente manera:

Fue una mujer apasionada y dura, de reacciones impremeditadas bajo al impulso de la violencia. En la vida familiar se enemistó con todos sus parientes (…) sin que fuese posible llegar nunca a una avenencia con ella. En el gobierno de los estados la mano de hierro de la «señora» se dejó sentir sobre altos y bajos, poderosos o humildes, revelando particular saña contra los indígenas. Sus terribles justicias se harán célebres al correr del tiempo, sin que hayan podido ser jamás borradas. Como contrapartida fue una mujer tierna, sensible, enamoradiza, capaz de pasiones volcánicas en las lides del amor. Y con independencia de todo ello, de una hermosura deslumbrante, de que se hacen lenguas los contemporáneos, así de vista como de oídas.

Por su parte, los profesores Roberto González y Víctor Muñoz han indicado que:

...la figura de Beatriz de Bobadilla constituye un referente ejemplar del componente humano que constituyó la primera sociedad canaria, por su carácter ambivalente, plagado de claroscuros, algunos de los cuales han sido potenciados por parte de la historiografía posterior ante la anomalía que suponía la actuación de una mujer en términos tan poco diferenciados de los masculinos.

## En la ficción
Beatriz de Bobadilla ha aparecido como personaje principal o secundario en varias novelas de ficción histórica:
- Doña Beatriz de Bobadilla: Drama histórico en cuatro actos (1840), de Manuel de Ossuna y Saviñón;
- Le due Beatrici (1892), de Anton Giulio Barrili;
- Los oscuros rincones de la gloria (2008), de María de los Ángeles Teixeira;
- La Señora Beatriz de Bobadilla, señora de Gomera y Fierro (2012), de Carlos Álvarez;
- La dama sangrienta (2016), de Balbina Rivero;
- Guanches: tiempos de guerra (2017), de Pepe Tejero;
- Datana (2017), de Carlos González.
- La Gobernadora (2022), de Mario Escobar;
- Los giros del destino. Una novela sobre la conquista de Gran Canaria (2023), de Mariano Gambín;
- Los nueve reinos  (2024), de Santiago Díaz;
- Los últimos guanches (2024), de Ana Salamanca.

Asimismo, el personaje aparece bajo el nombre de Beatriz de Osorio en la serie de televisión Isabel interpretado por la actriz Sara Rivero.